# Amt Friedeburg
Das Amt Friedeburg war ein historisches ein Amt, also ein Verwaltungs- und Gerichtsbezirk des Königreichs Hannover. Übergeordnete Verwaltungsinstanz war die Landdrostei Aurich. In Bezug auf die Rechtsprechung war das Amt Friedeburg der Justizkanzlei Aurich nachgeordnet. 

## Geschichte
Das Amt wurde durch Verordnung vom 24. Juni 1817 aus den Amtsvogteien Horsten und Friedeburg gebildet und 1825 bis 1839 durch das Amt Wittmund mitverwaltet. 1840 wurde es durch die bisher nur der Gerichtsaufsicht des Amts Friedeburg unterstellte private Herrlichkeit Gödens erweitert. 
Nach der Revolution von 1848 wurde im Königreich Hannover die Rechtsprechung von der Verwaltung getrennt und die Patrimonialgerichtsbarkeit abgeschafft.
Die Rechtsprechung wurde daraufhin mit der Verordnung vom 7. August 1852 die Bildung der Amtsgerichte und unteren Verwaltungsbehörden betreffend dem neu geschaffenen Amtsgericht Friedeburg übertragen.
1859 wurde das Amt Friedeburg in das Amt Wittmund eingegliedert.

## Amtmänner
- ca. 1702–1710: Johann Friedrich Wackerhagen (1658–1710), 1713 Oberamtmann, später Drost in Friedeburg
- 1817–1819: Johann Anton Brawe, Amtmann
- 1820–1825: Hector Friedrich Matthias von Wicht, Amtsassessor
- 1825–1839: Verwaltung durch das Amt Wittmund
- 1840–1852: Georg Wilhelm Soltenborn, Amtmann
- 1852: Wilhelm Wulbrand Bock von Wülfingen, Amtmann
- 1852–1857: Hermann Bühne, Amtmann
- 1857–1858: C. Rudolf Albrecht Röbbelen, Amtassessor (auftragsweise)
- 1858–1859: Theodor Richard, Amtsassessor (auftragsweise)